# Weliki (jezik)
Weliki jezik (ISO 639-3: klh; karangi, weleki), transnovogvinejski jezik kojim govori 200 ljudi (1990 SIL) u dva sela u dolini donjeg toka rijeke Timbe. Klasificira se užoj skupini finistere, i uz još četiri jezika podskupini uruwa.
U upotrebi je i jezik timbe [tim]

## Vanjske poveznice
- Ethnologue (14th)
- Ethnologue (15th)